# 개빈 후드

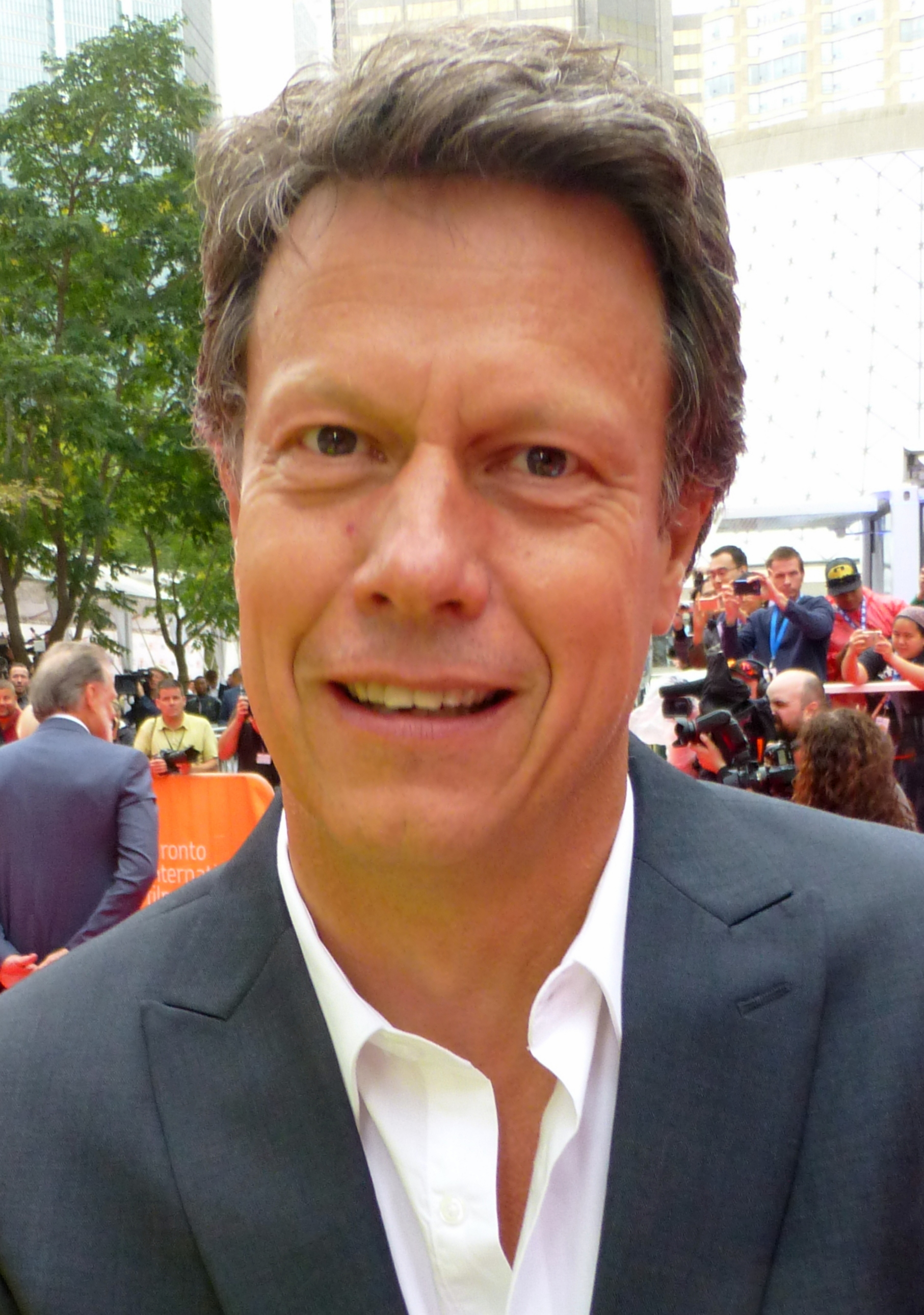

개빈 후드(Gavin Hood, 1963년 5월 12일 ~ )는 남아프리카 공화국 요하네스버그 출신의 영화 감독이다.

## 작품 목록
- 2013년 엔더스 게임 (감독, 각본)